# LiLiLi
LiLiLi, afkorting van Limburgse Literaire Lijst is een stichting in Maastricht met het doel om meer mensen in de eigen Limburgse taal of in hun eigen dialect te laten schrijven. Het streven daarbij is om te komen tot een literair niveau. Tot nu toe zijn er sedert 1997, toen de Limburgse taal officieel streektaal werd, ieder jaar ca 6 titels uitgebracht. Dit gebeurde door uitgeverij TIC. De schrijvers en dichters komen uit alle delen van Limburg.
De Stichting LiLiLi organiseert, sedert het begin in 1997, ieder jaar een LiLiLi-dag, met een uitgebreid en gevarieerd programma op het gebied van de Limburgse taal en cultuur, zoals dialecttoneel, zang, muziek, lezingen, worskhops, film, declamatie en voorlezen uit Limburgstalige en Nederlandstalige literatuur door Limburgse auteurs en ook speciaal voor kinderen. 
- LiLiLi 67 D'r Hergod versjteet óch plat, een boek met religieuze teksten, gedichten en liederen van diverse auteurs. Verschijnt in samenwerking met het bisdom Roermond in het kader van het 450-jarig bestaan, maart 2010
- LiLiLi 66 Oma Lalala en oma Fleutje van Maurice Hinzen met illustraties van Hélène Stürtz, 2009
- LiLiLi 65 Auwhoor, verhalen van Paul Weelen
- LiLiLi 64 Welteröste leef Limburg, van Herman Veugelers
- LiLiLi 63 LiLiLi-laach, 33 humoristen uit Limburg
- LiLiLi 62 Aan de aw mäöle, gedichten van Guus Kitzen
- LiLiLi 61  Veertig, verhaole,gedichte en leidsjes oet Zitterd in 't Sittards, diverse auteurs, 2008
- LiLiLi 60  Jesjiechtens van Hennes, d'r Mennes van Hens van de Weijer in 't Kerkraads, 2008
- LiLiLi 59, Leefste, verzameling gedichten en verhalen over de liefde (39 auteurs in hun eigen dialect) incl. muziek-CD 2007
- LiLiLi 58 Tant en Nónk, typeringen en verhalen in het Landgraafs van Jacqueline Wassen en Mathieu Bemelmans, 2007
- LiLiLi 57 Strouwtsel, gedichtenbundel van Hallefers Nor in het Tungelders, 2007
- LiLiLi 56 De ierste de bèste, verhalen en gedichten van alle prijswinnaars van de Veldeke-literatuurprijs tot 2006
- LiLiLi 55 Zitte op ein euverdek terras gedichten in het Venloos door Jeanne Alsters-van der Hor, 2006.
- LiLiLi 54 Sjoorpepier, verhalen in het Gronsvelds door Maria Scheres, 2006
- LiLiLi 53 Wil Vesper, Toneelstukken, gedichten en verhalen in het Nuths van Colla Bemelmans, 2006
- LiLiLi 52 Sjakelt de zinne, 89 gedichten in het Valkenburgs van Els Diederen, 2006[1]
- LiLiLi 51 Sjrief Plat, Limburgse gedichten en verhalen, 2005
- LiLiLi 50 Duvel oes e dues-je, roman in het Kerkraads van Paul Weële, 2005
- LiLiLi 49 't Ind vaan 't begin, roman in het Maastrichts van Marie Catherine Plantaz, 2005
- LiLiLi 48 't Blauw hoes, gedichtenbundel van Jan Corstjens, 2005
- LiLiLi 47 Tango in drejkwartsmaot, roman van Ann Philipsen, 2005
- LiLiLi 46 Oorlog, wie 't kwaam en wie 't ging, verhalenbundel in het Roermonds van Jan Bremmers, 2005
- LiLiLi 45 Reubemich, roman in het Oirsbeeks van Sjang Habets, 2005
- LiLiLi 44 Met 'n hempelke zalt, verhaole in het Venloos van Helma Cremers, 2004
- LiLiLi 43 Ha! Tsjieng! Boem, Limburgse revues, operettes en musicals
- LiLiLi 42 Uvver klone, sjteremeëdjer en anger lu, verhalen in het Kerkraads Wim Heijmans
- LiLiLi 41 Mestreechs Aajd, 27 Maastrichtse verhalen
- LiLiLi 40 Sjrieve is blieve, 29 Kerkraadse verhalen
- LiLiLi 39 Leedjes Laeze, de beste, leukste, origineelste liedteksten
- LiLiLi 38 MOSA, jeugdboek van Ton van Reen en Henk Kneepkens
- LiLiLi 37 De drie èngele van Aelse, roman in het Elsloos van Jo Cobben
- LiLiLi 36 Paprika Wielie, Vedrhalen in het Landgraafs van Frans Bremen
- LiLiLi 35 Alles Theater, Willem Kurstjens, Annie van Gansewinkel, Frits Criens e.a.
- LiLiLi 34 Kaoleries en Neel, gedichten in het AGL van Wim Kuipers uit Neel
- LiLiLi 33 De zonderlinge zieëve, verhalen in het Heerlens van Raymond Clement
- LiLiLi 32 Dokter Deuzings deit óngerzeuk 2: De geistige houthakker, in het Heerlenss van Rob Lahaye
- LiLiLi 31 Dae zomer in 't Krüts, roman van Leo Huys
- LiLiLi 30 HiHiHi, lachverhaole 30 verhalen
- LiLiLi 29 Fabuleuze vertèllinge, verhalen van Marie Catherine Plantaz
- LiLiLi 28 Örges mós ich beginne, sonnetten in het Roermonds van Jan Bremmers
- LiLiLi 27 De sjieër in 't vlechwerk in het Spaubeeks en Nederlands / De schaar in het vlechtwerk, Mia Liedekerken
- LiLiLi 26 Koreaanse nachte, verhalen in het Halens van Frits Criens
- LiLiLi 25 Verhäölselkes oet de boum, verhalen in het Maastrichts van Gaston Chambille
- LiLiLi 24 Mien Koel, 20 auteurs
- LiLiLi 23 Droumers en Drammers, jeugdroman in 't Weerts van Annie van Gansewinkel
- LiLiLi 22 De heks van Limborgh, historische roman van Herman Veugelers
- LiLiLi 21 Miemelfiemel, Drie romans van Paul Weelen in het Kerkraads
- LiLiLi 20 'n Aomzeik haet ouch 'n laever, gedichten van Colla Bemelmans in het Nuths
- LiLiLi 19 Zónne op het noorde, sonnetten in het Halens van Frits Criens
- LiLiLi 18 Sjiek Klassiek, oude Limburgse verhalen
- LiLiLi 17 'ne Werme jas veur Sint Zjozef, in het Maastrichts, kerstverhalen van Marie Catherine Plantaz
- LiLiLi 16 Laoker völle, lachverhalen in het Geleens van Jean Meijntz
- LiLiLi 15 Kinder, kinjer, wichter, poete, kinder- en jeugdverhalen, 13 schrijvers
- LiLiLi 14 Dokter Deuzings deit óngerzeuk (1), strip van Rob Lahaye
- LiLiLi 13 't Verhaol van de kaorewolf, in het Nuths, Colla Bemelmans en Wim Simons
- LiLiLi 12 D'r herinneringskunstenaer, roman in het Meers van Joep Leerssen
- LiLiLi 11 't Wiefje, roman van Paul Weelen in het Kerkraads.
- LiLiLi 10 Sp(r)ookverhaole, jeugdverhalen van Maria Scheres in het Gronsvelds
- LiLiLi 9 HaHaHa, 21 Limburgse tophumoristen
- LiLiLi 8 PLAT-eweg, 24 Limburgse auteurs
- LiLiLi 7 Platlandj, gedichten van Wim Kuipers in het AGL
- LiLiLi 6 Reinaert, 't verhoeël vanne vós, vertaling van Fóns Brouns
- LiLiLi 5 De voele baer, in het Nuths, van Colla Bemelmans en Wim Simons
- LiLiLi 4 Zoe zien veer Mestreechtenere, Verhalen in het Maastrichts van Marie Catherine Plantaz
- LiLiLi 3 D'r konzoel van Kirchroa, verhalen Kerkraads dialect van Hens van de Weyer
- LiLiLi 2 Ederein, gedicht van Frits Criens in het Halens
- LiLiLi 1 Sjunoas, roman in het Kerkraads dialect van Paul Weelen